# Бардино (Московская область)
Бардино — деревня в городском округе Коломна Московской области России. Население — 5 чел. (2021).

## Население
| 1852 | 1859 | 1926 | 2002 | 2006 | 2010 | 2015 |
| ---- | ---- | ---- | ---- | ---- | ---- | ---- |
| 35   | ↗136 | ↘64  | ↘2   | ↘0   | →0   | ↗2   |
| 2021 |      |      |      |      |      |      |
| ↗5   |      |      |      |      |      |      |

## География
Расположена в северной части бывшего Озёрского района, примерно в 17 км к северу от центра города Озёры, на правом берегу реки Коломенки (бассейн Москвы). В деревне одна улица — Северная. Ближайшие населённые пункты — деревни Боково-Акулово и Чиликино.

## История
В 1766 году в Бардине была построена Крестовоздвиженская церковь — деревянный храм с Никольским приделом (сломан в середине XX века).
В «Списке населённых мест» 1862 года Бардино — владельческое село 2-го стана Коломенского уезда Московской губернии по правую сторону Каширского тракта из Коломны, в 23½ верстах от уездного города, при речке Коломенке, с 9 дворами, православной церковью и 136 жителями (37 мужчин, 99 женщин).
По данным на 1890 год входило в состав Куртинской волости Коломенского уезда, число душ мужского пола составляло 52 человека.
В 1913 году — 12 дворов.
По материалам Всесоюзной переписи населения 1926 года — село Сафонтьевского сельсовета Куртинской волости, проживало 64 жителя (34 мужчины, 30 женщин), насчитывалось 12 хозяйств.
С 1929 года — населённый пункт в составе Озёрского района Коломенского округа Московской области, с 1930-го, в связи с упразднением округа, — в составе Озёрского района Московской области.
В 1939 году Сафонтьевский сельсовет был упразднён, селение передано в Ледовский сельсовет, преобразованный в Боково-Акуловский сельсовет в 1954 году.
В 1959 году, в связи с упразднением Озёрского района, Бардино вошло в состав Коломенского района. В 1960 году Боково-Акуловский сельсовет ликвидирован и селение передано Гололобовскому сельсовету.
В 1970 году из Гололобовского сельсовета Коломенского района Бардино было передано Бояркинскому сельсовету воссозданного в 1969 году Озёрского района.
С 1994 по 2006 год — деревня Бояркинского сельского округа Озёрского района.
С 2015 до 2020 года входила в городской округ Озёры.